# フアヒネ島
フアヒネ島（フアヒネとう、Huahine）は、フランス領ポリネシアに属する島。リーワード諸島に属し、フランス領ポリネシアの主島であるタヒチ島はここから南東170kmの地点にある。人口5999人（2007年）、面積74.8km2。フアヒネ島は北のフアヒネ・ヌイ（大フアヒネ）島と、南のフアヒネ・イティ（小フアヒネ）とに分かれており、両島の間は砂州でつながっている。